# Кирил Александров (футболист)
Вижте пояснителната страница за други личности с името Кирил Александров.
Кирил Александров – Чудото е български футболист, нападател. Роден е на 17 август 1978 в Самоков. Женен е, има 2 деца.

## Кариера
Започва кариерата си в Рилски спортист (Самоков), а след това преминава в гръцкия Аполон Лариса, но там не успява да се адаптира и се завърща в България с екипа на Пирин (Благоевград). През април 2005 преминава във финландския Яро. Александров става най-добрият чужденец в местното първенство, а също така отбелязва и 4 гола с глава. През лятото на 2006 се връща в Рилски Спортист и взима фланелка с номер 3. През март 2007 отбелязва гол на Левски (София) при победата на „Рилецо“ с 2:1. След изпадането на самоковския тим, той преминава във втородивизионния кипърски Омония Арадипу. През лятото на 2010 подписва с Несебър, където изиграва 7 мача. След това се завръща в Рилецо. В сезон 2011/12 става голмайстор на югозападната В група с 27 попадения.
В края на август 2012 преминава в отбор от Малта.